# Deux de la vague
Pour plus de détails, voir Fiche technique et Distribution.
Deux de la vague est un documentaire français réalisé en 2009 par Emmanuel Laurent et sorti en 2011.

## Synopsis
Ce documentaire revient sur les débuts de la Nouvelle Vague, et plus précisément ceux de Jean-Luc Godard et François Truffaut.

## Fiche technique
- Titre : Deux de la vague
- Réalisation : Emmanuel Laurent
- Scénario : Antoine de Baecque
- Photographie : Nicholas de Pencier et Étienne Carton de Grammont
- Son : Henri Maïkoff
- Montage : Marie-France Cuénot
- Montage son : Jean Dubreuil
- Société de production : Les Films du Paradoxe
- Pays de production :  France
- Genre : documentaire
- Durée : 90 minutes
- Date de sortie :
  - France : 12 janvier 2011

## Distribution
- Isild Le Besco : elle-même

Images d'archives :
- François Truffaut
- Jean-Luc Godard

## Sélections
- 2009 : Festival de Cannes[1]